# Boussens (Alto Garona)
Boussens (em occitano:  Bossens) é uma comuna francesa na região administrativa da Occitânia, no departamento do Alto Garona. Estende-se por uma área de 4.33 km², com 1.081 habitantes, segundo o censo de 2018, com uma densidade de 250 hab/km².